# Superintendent's Residence (Nouveau-Mexique)
Pour les articles homonymes, voir Superintendent's Residence.
La Superintendent's Residence est une maison américaine à Santa Fe, dans le comté de Santa Fe, au Nouveau-Mexique. Construit en 1906, ce bâtiment de la New Mexico School for the Deaf emploie le style Pueblo Revival. Il est inscrit au Registre national des lieux historiques depuis le 22 septembre 1988.